# Rauvolfia spathulata
Rauvolfia spathulata är en oleanderväxtart som beskrevs av P. Boiteau. Rauvolfia spathulata ingår i släktet Rauvolfia och familjen oleanderväxter. Inga underarter finns listade i Catalogue of Life.